# Джаны-Арык (Токтогульский район)
Джаны-Арык (кирг. Жаңы-Арык) — село в Токтогульском районе Джалал-Абадской области Кыргызстана. Входит в состав Кетмень-Дебенского айылного аймака.

## География
Село расположено в северной части области, на западном берегу Токтогульского водохранилища, на расстоянии приблизительно 17 километров (по прямой) к юго-западу от города Токтогула, административного центра района. Абсолютная высота — 1002 метра над уровнем моря. Площадь села — 61,5 га.

## История
Населённый пункт получил статус села согласно Закону Кыргызской Республики от 10 апреля 2023 года «Об отнесении некоторых населённых пунктов Баткенской, Джалал-Абадской, Ошской и Иссык-Кульской областей Кыргызской Республики к категории айыла (села)».

## Инфраструктура
В селе имеются: 44 хозяйства, школа, мечеть и 2 предприятия бытового обслуживания.